# Kámpos Marathokámpou
Kámpos Marathokámpou (Kampos Marathokampou) är en ort i Grekland.   Den ligger i prefekturen Nomós Sámou och regionen Nordegeiska öarna, i den östra delen av landet, 260 km öster om huvudstaden Aten. Kámpos Marathokámpou ligger 9 meter över havet och antalet invånare är 471. Den ligger på ön Samos.
Terrängen runt Kámpos Marathokámpou är varierad. Havet är nära Kámpos Marathokámpou söderut. Närmaste större samhälle är Néon Karlovásion, 9,5 km norr om Kámpos Marathokámpou. 